# Bergen (Vogtland)
Bergen è un comune di 945 abitanti della Sassonia, in Germania.
Appartiene al circondario del Vogtland (targa V) ed è parte della comunità amministrativa (Verwaltungsverband) di Jägerswald.